# Praag-Benice
Praag-Benice (Tsjechisch: Praha-Benice) is een gemeentelijk district van de Tsjechische hoofdstad Praag die samenvalt met Benice, een dorpje aan de zuidoostkant van de stad. Het district is onderdeel van het administratieve district Praag 22. Het district heeft 476 inwoners (2006).
Aan de west- noordkant van Benice ligt het gemeentelijk district Praag 22-Uhříněves. Ten oosten van het district ligt Praha-Kolovraty. Aan de zuidzijde bevindt zich de gemeentegrens van Praag. Aan de andere kant van de grens liggen de gemeenten Čestlice en Nupaky, die beide deel uitmaken van de okres Praha-východ.
Praag 1 · Praag 2 · Praag 3 · Praag 4 · Praag-Kunratice · Praag 5 · Praag-Slivenec · Praag 6 · Praag-Lysolaje · Praag-Nebušice · Praag-Přední Kopanina · Praag-Suchdol · Praag 7 · Praag-Troja · Praag 8 · Praag-Březiněves · Praag-Ďáblice · Praag-Dolní Chabry · Praag 9 · Praag 10 · Praag 11 · Praag-Křeslice · Praag-Šeberov · Praag-Újezd · Praag 12 · Praag-Libuš · Praag 13 · Praag-Řeporyje · Praag 14 · Praag-Dolní Počernice · Praag 15 · Praag-Dolní Měcholupy · Praag-Dubeč · Praag-Petrovice · Praag-Štěrboholy · Praag 16-Radotín · Praag-Lipence · Praag-Lochkov · Praag-Velká Chuchle · Praag-Zbraslav · Praag 17-Řepy · Praag-Zličín · Praag 18-Letňany · Praag 19-Kbely · Praag-Čakovice · Praag-Satalice · Praag-Vinoř · Praag 20-Horní Počernice · Praag 21-Újezd nad Lesy · Praag-Běchovice · Praag-Klánovice · Praag-Koloděje · Praag 22-Uhříněves · Praag-Benice · Praag-Kolovraty · Praag-Královice · Praag-Nedvězí